# Chu-tchung

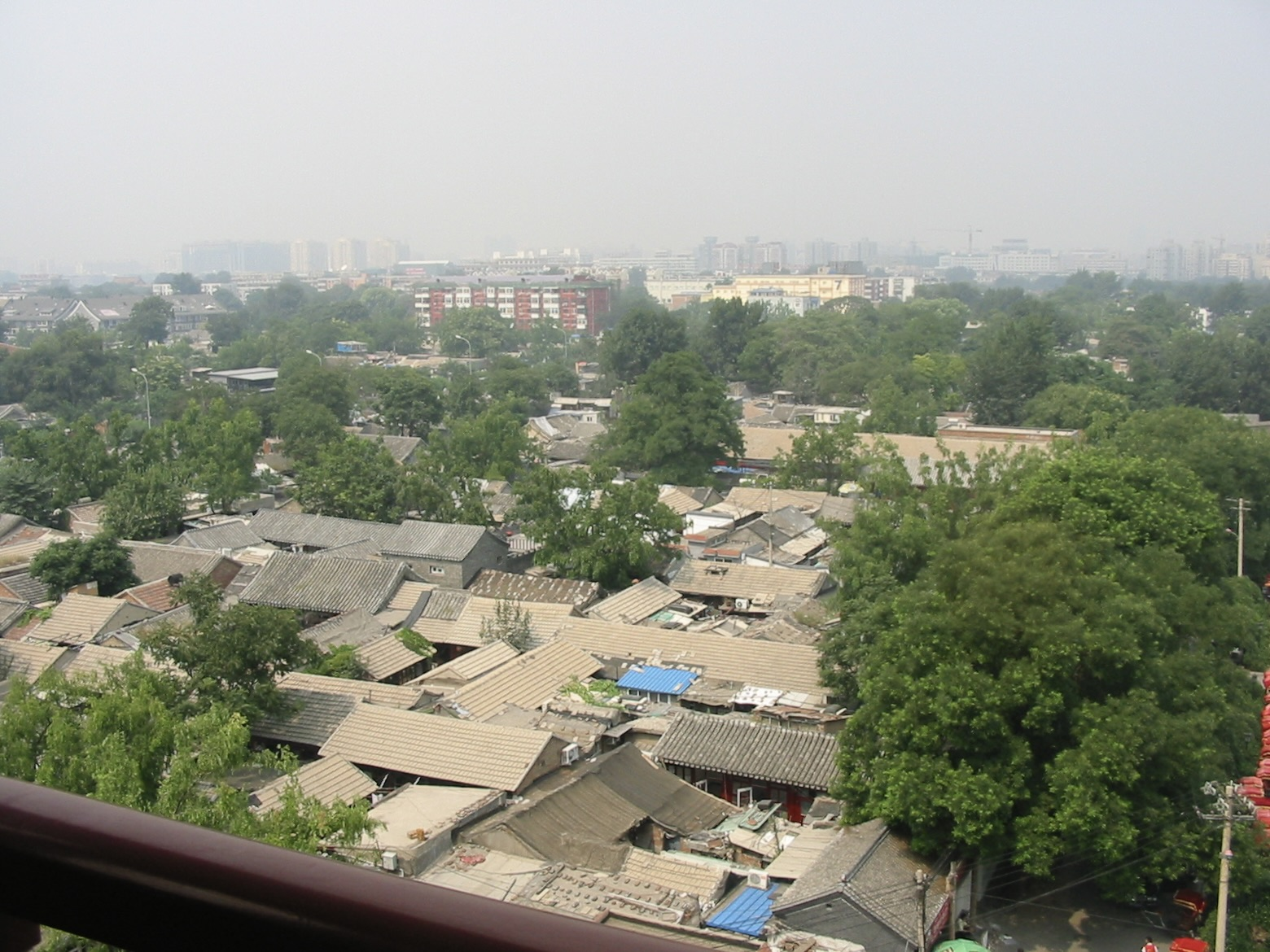
Pohled na tradiční čtvrť s chu-tchungy

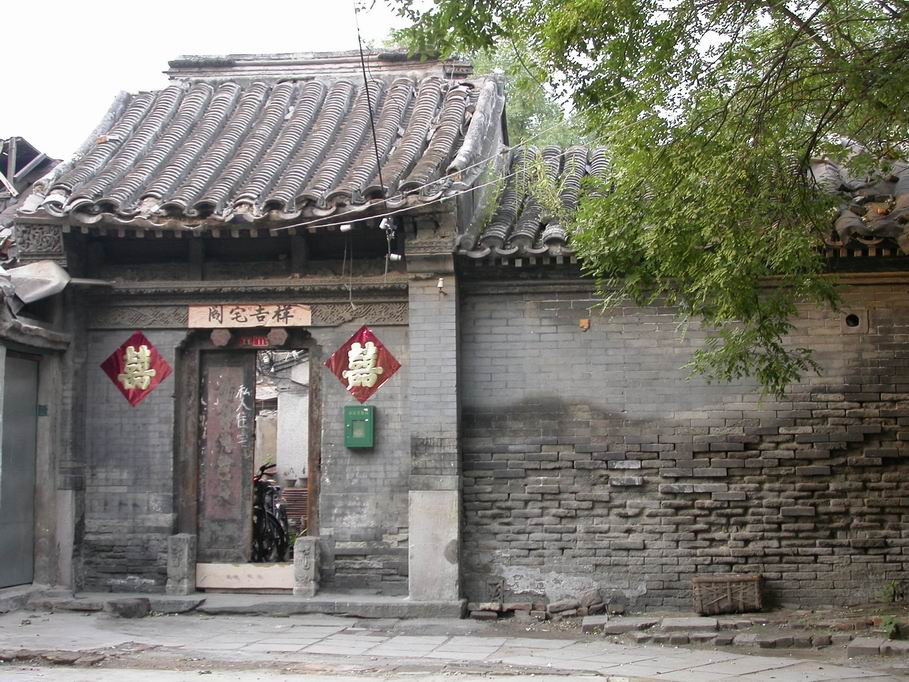
Tradiční branka z chu-tchungu do dvorku s’-che-jüanu v Pekingu

Chu-tchung (čínsky pchin-jinem hútòng, znaky zjednodušené 胡同, tradiční 衚衕) je druh tradičních úzkých uliček v severočínských městech, zejména v Pekingu, kde šlo až do devadesátých let dvacátého století o převažující část obytných čtvrtí. K roku 2005 jich ve městě bylo ještě zhruba tři tisíce, ale postupně jsou nahrazovány moderní výškovou zástavbou a pravděpodobně časem zůstanou pouze jako forma skanzenu.
Slovo chu-tchung je mongolského původu od významu „studna“ a objevuje se poprvé za dynastie Jüan. Obvykle jsou chu-tchungy lemovány tradičními přízemními domky s dvorkem nazývanými s’-che-jüany.